# Hiroyuki Hosoda

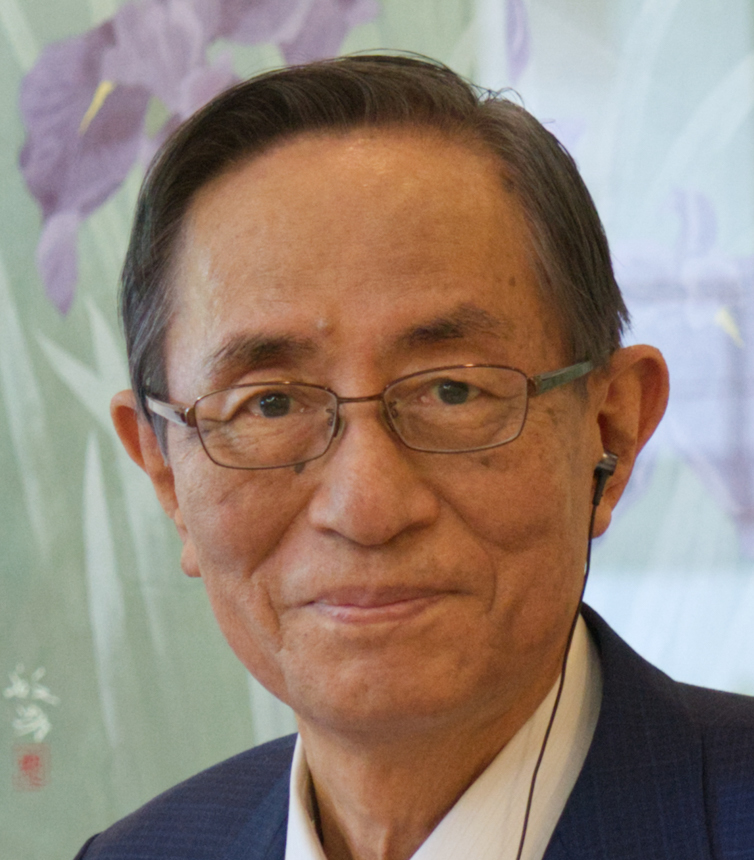
Hiroyuki Hosoda (2022)

Hiroyuki Hosoda (jap. 細田 博之 Hosoda Hiroyuki; * 5. April 1944 in Matsue, Präfektur Shimane; † 10. November 2023 in Tokyo) war ein japanischer Politiker der Liberaldemokratischen Partei (LDP), und Abgeordneter im Shūgiin, dem Unterhaus des nationalen Parlaments, für den Wahlkreis Shimane 1. Von 2021 bis 2023 war er Präsident der Kammer und wie die meisten Präsidenten und Vizepräsidenten fraktionslos. In der LDP führte er von 2014 bis 2021 die zahlenmäßig stärkste Faktion, die Hosoda-Faktion, die heutige Abe-Faktion.

## Leben
Hosoda ist der älteste Sohn des LDP-Abgeordneten und Ministers Kichizō Hosoda. Nach seinem Studium der Rechtswissenschaften an der Universität Tokio wurde er 1967 Beamter im Ministerium für Internationalen Handel und Industrie (MITI). Ab 1983 arbeitete er für das öffentliche Unternehmen Sekiyu Kōdan (engl. Japan National Oil Corp) in Washington, D.C. Nach zwei Jahren kehrte er zunächst ins MITI zurück, verließ es aber 1986 endgültig, um als Sekretär für seinen Vater zu arbeiten.
Als sich sein Vater zur Shūgiin-Wahl 1990 aus der Politik zurückzog, kandidierte er im SNTV-Wahlkreis Shimane (fünf Sitze; umfasste die ganze Präfektur) erfolgreich für dessen Nachfolge. 1993 wurde er bestätigt, seit 1996 wurde er bis einschließlich 2021 neunmal im Einzelwahlkreis Shimane 1 wiedergewählt.
1994 wurde Hosoda parlamentarischer Staatssekretär (seimujikan) in der Wirtschaftsplanungsbehörde. Von 2002 bis 2003 war er als Staatsminister für Angelegenheiten von Okinawa und der Nördlichen Territorien, Datenschutz und Wissenschafts- und Technologiepolitik erstmals Minister. Anschließend wurde er stellvertretender Kabinettssekretär. 2004 löste er Chefkabinettssekretär Yasuo Fukuda ab, als dieser wegen versäumter Einzahlungen in das staatliche Rentensystem zurücktrat. Bei einer Kabinettsumbildung im Oktober 2005 ersetzte ihn Premierminister Jun’ichirō Koizumi durch Shinzō Abe.
In der LDP hatte Hosoda bereits als Leiter der außenpolitischen Abteilung 1998 und als stellvertretender Generalsekretär 2001 mittlere Führungspositionen besetzt, 2005 erhielt er als Leiter des Komitees für Parlamentsangelegenheiten bis 2006 erstmals einen Schlüsselposten in der Parteiführung. Von 2008 bis 2009 war er unter dem Parteivorsitzenden Tarō Asō Generalsekretär der Partei. 2012 und nochmals von 2016 bis 2017 war er unter Shinzō Abe Vorsitzender des Exekutivrats der LDP.
Nach dem Rückzug des erkrankten Seiwa-Seisaku-Kenkyūkai-Vorsitzenden Nobutaka Machimura übernahm Hosoda im Dezember 2014 die Führung der Faktion. Hosoda selbst kandidierte nie für den Parteivorsitz.
Nach der Shūgiin-Wahl 2021 wurde Hosoda zum Präsidenten des Shūgiin gewählt. Der während und nach seiner langen zweiten Amtszeit als Parteivorsitzender zunehmend einflussreiche Shinzō Abe übernahm den Vorsitz der bisherigen Hosoda-, fortan Abe-Faktion. Im Oktober 2023 trat Hosoda aus gesundheitlichen Gründen als Shūgiin-Präsident zurück. Fukushirō Nukaga wurde zum Nachfolger gewählt.
Er starb am 10. November 2023 im Alter von 79 Jahren an den Folgen von Multiorganversagen in einem Krankenhaus in Tokyo.